# Barbet Schroeder
Barbet Schroeder (Teerã, 26 de agosto de 1941) é um cineasta e produtor francês de origem suíça que iniciou sua carreira na década de 1960. Ele é casado com a atriz Bulle Ogier e já realizou trabalhos com outros diretores como Jean-Luc Godard e Jacques Rivette.
Schroeder nasceu na capital do Irã, Teerã, sua mãe Ursula era uma médica alemã e seu pai Jean-William era um geólogo suíço.
Fundou um empresa (companhia) chamada Les Films du Losange aos 23 anos de idade, que produziu alguns dos filmes da era do cinema francês chamada de French New Wave. Seu debut como diretor foi com o filme More (1969), que trata sobre o vício em heroína, tornou-se um sucesso na Europa. A trilha sonora do filme foi assinada pela banda Pink Floyd. A banda também foi responsável pela trilha sonora do filme La Vallée.
Mais tarde ingressou como diretor em Hollywood, com filmes como Barfly (1987) estrelando Mickey Rourke, Single White Female (1992) e o O Reverso da Fortuna (1990), trabalho em que Jeremy Irons recebeu o Óscar da Academia. Apesar do seu sucesso comercial, o diretor ainda se interessa em filmes curtos e com audiência limitada, como a adaptação de Fernando Vallejo do romance La virgen de los sicarios de (2000) ou do documentário General Idi Amin Dada de 1974. Nessa linha, em 2007 produziu e dirigiu o filme O Advogado do Terror, um documentário sobre o terrorismo nos últimos cinquenta anos na visão do advogado francês Jacques Vergès e alguns de seus clientes.
Schroeder também fez pontas como ator, em Marte Ataca! de (1996) como o Presidente da França, como um vendedor em Paris, te amo de (2006) e como um mecânico em A viagem para Darjeeling de (2007).

## Filmografia

### Diretor
- 1969: More
- 1972: La Vallée
- 1974: Général Idi Amin Dada: Autoportrait
- 1976: Maîtresse
- 1978: Koko, le gorille qui parle
- 1984: Tricheurs
- 1987: Barfly
- 1987: The Charles Bukowski Tapes
- 1990: O Reverso da Fortuna
- 1992: Single White Female
- 1995: O Beijo da Morte (1995)
- 1996: Before and After
- 1998: Desperate Measures
- 2000: La virgen de los sicarios
- 2002: Murder by Numbers
- 2007: O Advogado do Terror
- 2008: Inju: The Beast in the Shadow
- 2015: Amnesia

### Ator
- 1974: Celine and Julie go boating
- 1994: A Rainha Margot de Patrice Chéreau
- 1996: Marte Ataca! de Tim Burton
- 2006: Paris, te amo
- 2007: A viagem para Darjeeling
- 2007: Ne touchez pas la hache